# Phlox hendersonii
Phlox hendersonii là một loài thực vật có hoa trong họ Polemoniaceae. Loài này được (E.E. Nelson) Cronquist miêu tả khoa học đầu tiên năm 1959.